# Wattignies
Wattignies (flämisch: Wattenijs) ist eine französische Stadt mit 15.756 Einwohnern (Stand: 1. Januar 2022) im Département Nord in der Region Hauts-de-France. Sie gehört zum Arrondissement Lille und zum Gemeindeverband Métropole Européenne de Lille.

## Geografie
Die Stadt Wattignies liegt im Ballungsraum südlich von Lille, etwa neun Kilometer vom Stadtzentrum entfernt. Nachbargemeinden sind Faches-Thumesnil im Nordosten und Osten, Templemars im Südosten, Seclin und Noyelles-lès-Seclin im Süden, Emmerin im Westen und Loos-lez-Lille im Nordwesten. Mit mehreren Nachbargemeinden ist Wattignies baulich zusammengewachsen. Der Flughafen Lille befindet sich jenseits der östlichen Gemeindegrenze.

## Geschichte
Als Watteniis wird der Ort erstmals 1076 urkundlich erwähnt. Die Kirche von Saint-Lambert ist in der vorgotischen Zeit entstanden. Mit dem zweiten Kreuzzug wurde die Kirche erweitert. Das erste Château entstand im 12. Jahrhundert, ein weiteres Anfang des 17. Jahrhunderts (um 1610). 1708 kam es hier zur Schlacht von Lille im Zuge des spanischen Erbfolgekriegs. 1793 wurde die Schlacht von Wattignies im Ersten Koalitionskrieg ausgefochten.
1846 wurde die Bahnlinie Paris-Lille errichtet. Damit bekam auch Wattignies (mit der Nachbarortschaft Templemars) einen Bahnhof.

## Bevölkerungsentwicklung
| Jahr                       | 1962 | 1968 | 1975   | 1982   | 1990   | 1999   | 2011   | 2021   |
| -------------------------- | ---- | ---- | ------ | ------ | ------ | ------ | ------ | ------ |
| Einwohner                  | 5965 | 5969 | 12.319 | 13.790 | 14.533 | 14.440 | 13.297 | 15.531 |
| Quellen: Cassini und INSEE |      |      |        |        |        |        |        |        |

## Sehenswürdigkeiten
- Kirche Saint-Lambert (siehe auch: Liste der Monuments historiques in Wattignies)
- Park am Château
- Orangerie und Theater von 1640

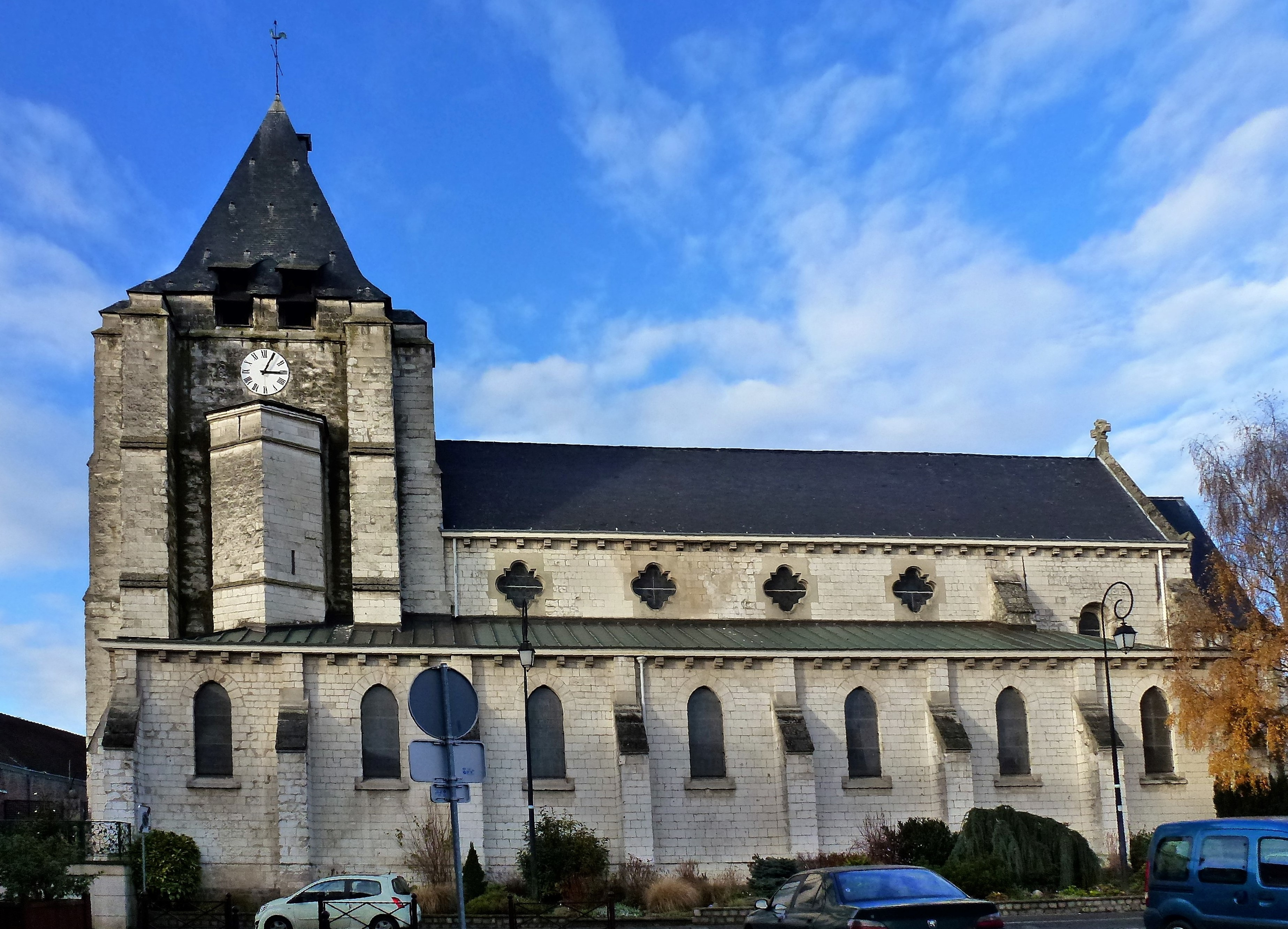
Kirche Saint-Lambert
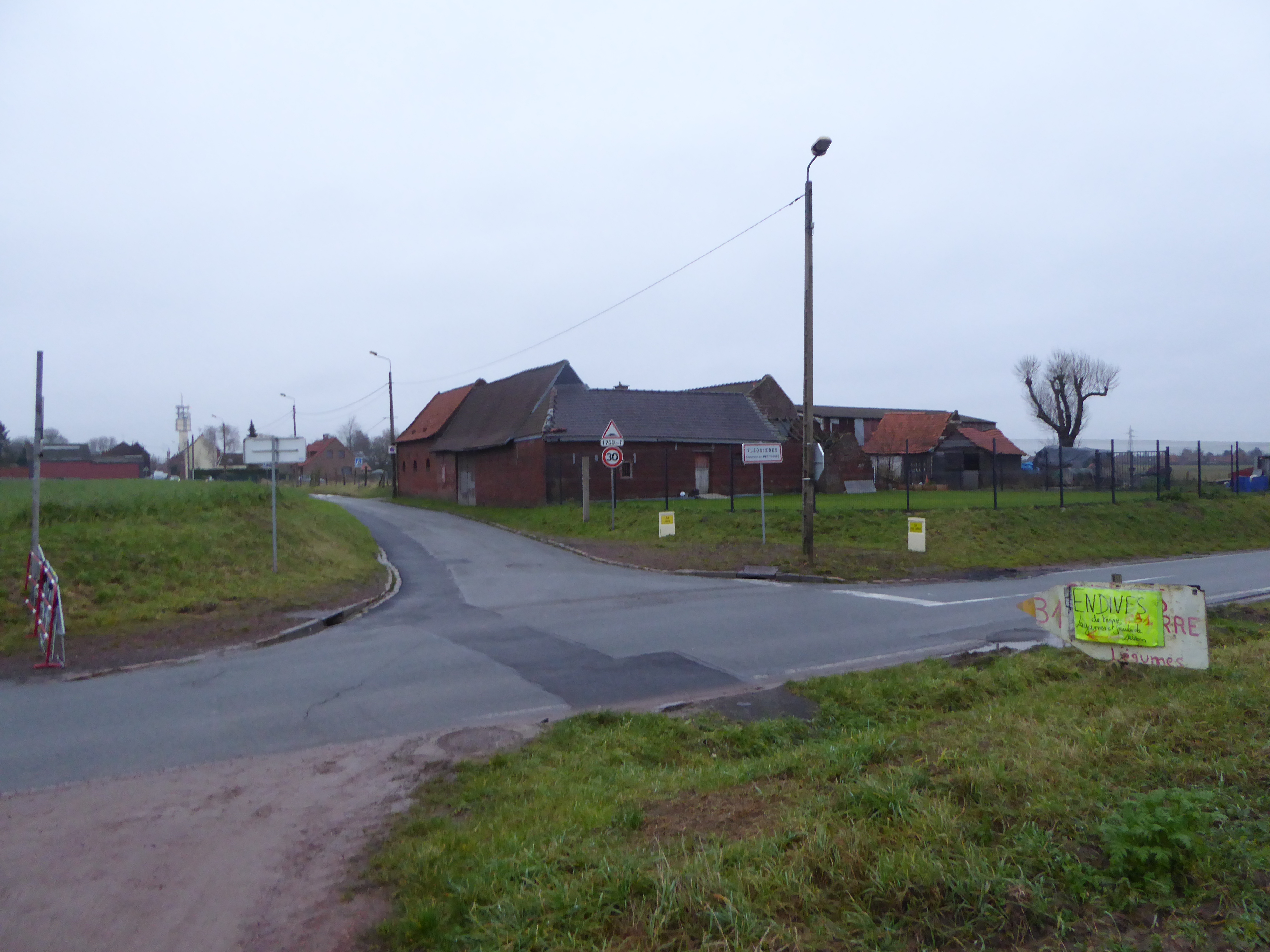
Ortsteil Flequières
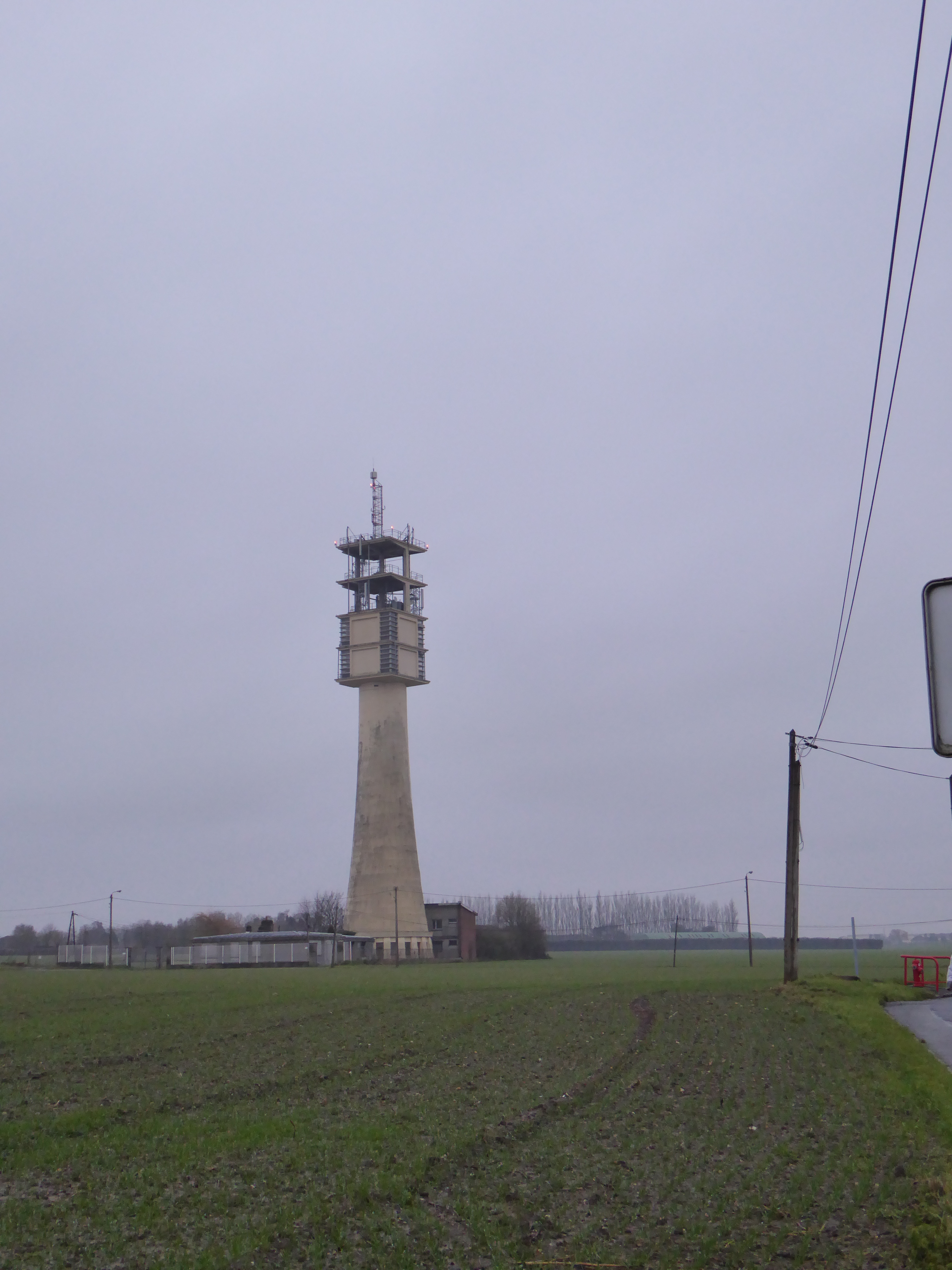
Funkturm
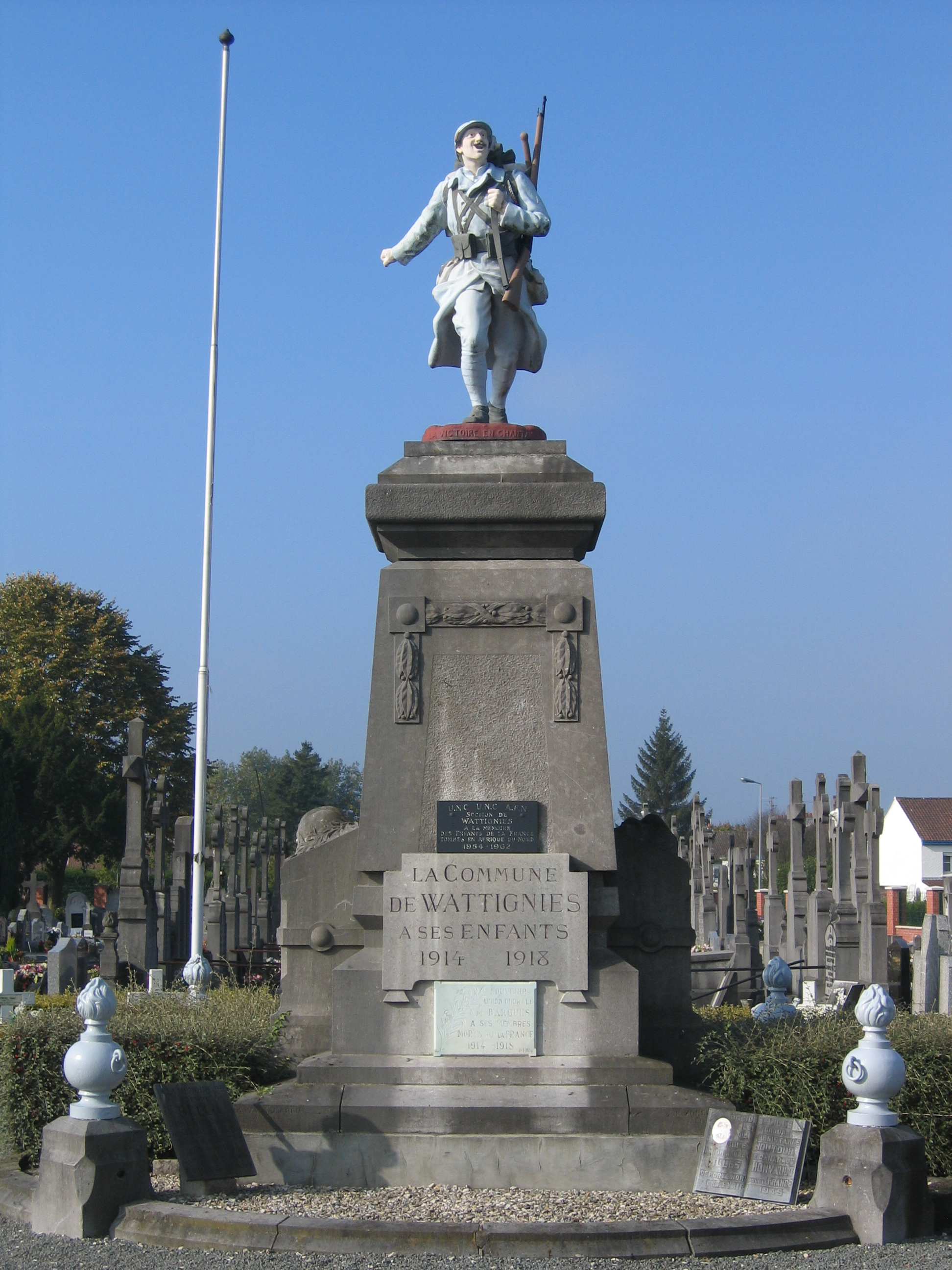
Gefallenendenkmal

## Städtepartnerschaften
- Köln-Rodenkirchen, Nordrhein-Westfalen, Deutschland, seit 1973
- Broadstairs, Grafschaft Kent, Vereinigtes Königreich, seit 1982

## Persönlichkeiten
- John Churchill, 1. Duke of Marlborough (1650–1722), General
- Albert Decourtray (1923–1994), Kardinal und Erzbischof von Lyon
- Alain Decaux (1925–2016), Schriftsteller, früherer Minister für Frankophonie